# Thomas Wenke
Thomas Wenke (* 1968) ist ein deutscher Schauspieler und Synchronsprecher.

## Werdegang
Thomas Wenke absolvierte von 1991 bis 1994 Schauspielunterricht an der Hamburger Schauspielschule Bühnenstudio bei Doris Kirchner. Er ist überwiegend als Synchronsprecher tätig. Bis heute war er an mehr als 350 Produktionen beteiligt.

## Filmografie (Auswahl)
- 2012: Jeder Tag zählt
- 2014: Tatort: Am Ende des Flurs
- 2016, 2021: Die Rosenheim-Cops (Fernsehserie, 2 Folgen)
- 2017: Der Polizist, der Mord und das Kind
- 2017: Das Pubertier – Der Film
- 2018: Du bist nicht allein
- 2018: Winterherz – Tod in einer kalten Nacht
- 2019: Gipfelstürmer – Das Berginternat (Fernsehserie, 4 Folgen)
- 2019: Flucht durchs Höllental
- 2019: Irgendwas bleibt immer
- 2021: München Mord: Das Kamel und die Blume (Fernsehreihe)
- 2024: Watzmann ermittelt – Tödlicher Ehrgeiz

## Synchronrollen (Auswahl)
Dan Fogler
- 2016: Phantastische Tierwesen und wo sie zu finden sind als Jacob Kowalski
- 2018: Phantastische Tierwesen: Grindelwalds Verbrechen als Jacob Kowalski
- 2022: Phantastische Tierwesen: Dumbledores Geheimnisse als Jakob Kowalski

Gil Birmingham
- 2008: Twilight – Biss zum Morgengrauen als Billy Black
- 2009: New Moon – Biss zur Mittagsstunde als Billy Black
- 2010: Eclipse – Biss zum Abendrot als Billy Black
- 2011: Breaking Dawn – Biss zum Ende der Nacht, Teil 1 als Billy Black
- seit 2018: Yellowstone (Fernsehserie) als Thomas Rainwater

Filme
- 2002: One Piece – Chopper auf der Insel der seltsamen Tiere für Mizuki Sano als Kommentator
- 2005: One Piece – Baron Omatsuri und die geheimnisvolle Insel für Takeshi Kusao als Muchigoro
- 2008: Fröhliche Weihnachten, Drake & Josh für Kimbo Slice als Bludge
- 2009: Ex für Claudio Bisio als Sergio
- 2009: Lösegeld für Maxime Lefrançois als Bertaux
- 2009: Space Buddies – Mission im Weltraum für Wayne Wilderson als Tad Thompson
- 2010: Centurion für Dominic West als Titus Flavius Virilus
- 2010: Die Chroniken von Narnia: Die Reise auf der Morgenröte als sechster Tölpelbeiner
- 2010: Die Kinder von Paris für Alban Aumard als Gaston Roques
- 2010: Hereafter – Das Leben danach für Calum Grant als Werftarbeiter
- 2012: Get the Gringo für Clayton J. Barber als Amerikanischer Killer 5
- 2012: Let It Shine – Zeig, was Du kannst! für Alex Désert als Levi
- 2012: Santa Pfote 2 – Die Weihnachts-Welpen für Paul Rae als Jeb Gibson
- 2014: Sex on the Beach 2 für David Schaal als Terry Cartwright
- 2014: Teenage Mutant Ninja Turtles für Tohoru Masamune als The Shredder
- 2014: Asterix im Land der Götter für Alexandre Astier als Somniferus, Zenturio
- 2015: Kein Ort ohne dich für Brandon Bates als Stadionsprecher #2
- 2015: Noah für Marton Csokas als Lamech
- 2016: Popstar: Never Stop Never Stopping für Tim Meadows als Harry Duggins
- 2017: Maximilian – Das Spiel von Macht und Liebe für Yvon Back als Guy de Brimeu
- 2022: Gold – Im Rausch der Gier für Anthony Hayes als Keith (Mann #2)

Fernsehserien
- Disney Amphibia (Barry)
- Dark Matter (Sechs/Griffin Jones)
- Defying Gravity – Liebe im Weltall (Ted Shaw)
- Broken City (Carl Fairbanks)
- Damages – Im Netz der Macht (Rick Messer)
- Bosch (Irvin Irving)
- Die letzten Helden (Professor)
- Die Medici für Steven Waddington als Kardinal Baldassare Cossa
- Dracula (R.M. Renfield)
- Jane the Virgin (Erzähler)
- John Adams – Freiheit für Amerika (Richard Palmes)
- Justified (Doyle Bennett)
- Hannah Montana (Albert Dontzig)
- King & Maxwell (Edgar Roy)
- My Superhero Family (George St. Cloud)
- Nash Bridges (Antwon Babcock)
- Once Upon a Time in Wonderland (Dr. Lydgate)
- Prime Suspect (Detective Luisito Calderon)
- Rick and Morty (Rektor Vagina)
- S3 – Stark, schnell, schlau (Eddy)
- Star Trek: Strange New Worlds (Lieutenant Hemmer)
- The Great Indoors (Eddie)
- The Returned (Tony Darrow)
- Toy Story Toons (Mäusezahn)
- Tripp’s Rockband (Derek Jupiter)
- The Man in the High Castle (Rudolph Wegener)
- The Player (Detective Cal Brown)
- The 100 (Carl Emerson)
- Wolfblood – Verwandlung bei Vollmond (Daniel Smith)
- Zeke und Luther (Reginald „Overall“ Johnson)
- Echo (Henry Lopez)
- Das Haus David (König Saul)

## Hörspiele
- 1987: Carrera (Marc Weller, 10 Folgen)
- 2003: Alexandre Dumas der Ältere: Die drei Musketiere